# Albero dei desideri
Un Albero dei desideri è un particolare albero (o parte di questo) che viene usato per accogliere offerte o desideri e richieste. 
Ha origini religiose ed è diffuso in Europa ed Asia.

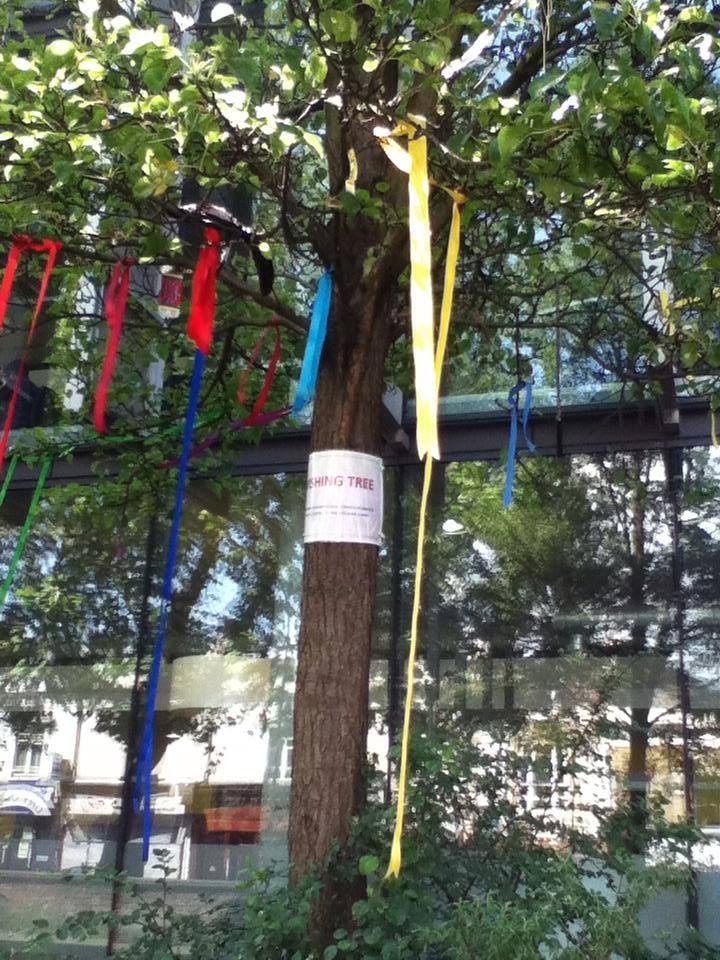
Albero dei desideri a New Cross (Londra)

## Tipologia
"Coin Tree" o "Albero delle monete"
Numerosi alberi nelle Isole Britanniche sono oggetto di culto da parte dei fedeli che inseriscono monete nel tronco al fine di ottenere protezione o grazie. 
Localmente possono essere noti anche come Money trees. Sono famosi il biancospino di Argyll in Scozia, la quercia di Isle Maree nelle Highlands visitato anche dalla Regina Vittoria, il sicomoro di Mountrath in Irlanda. Oggi in contesti naturali di particolare pregio, come ad esempio nella riserva naturale del Fairy Glen (Scozia), la pratica di incastrare monete nei vecchi ceppi viene scoraggiata a causa dell'inquinamento causato dalla corrosione e dall'ossidazione del metallo del quale sono fatte le monete stesse.
Clootie wells
Alberi votivi sorgono in Gran Bretagna e in Irlanda in luoghi di pellegrinaggio vicino a pozzi o sorgenti la cui acqua è considerata miracolosa. Questi alberi sono adornati con pezzi di stoffa che i fedeli legano ai loro rami come rito propiziatorio.
Barisaa siberiano
Il rituale del barisaa viene praticato dai Buriati della Siberia. Un albero giovane e vigoroso viene scelto e ogni partecipante alla cerimonia, in un rituale religioso complesso, lega strettamente sottili strisce di panno bianco ai rami dell'albero, a simboleggiare la materializzazione delle loro preghiere per pace nel mondo, per quella della loro comunità e per la loro pace interiore. Dopo la cerimonia, l'albero diventato un barisaa, sarà onorato da offerte, e continuerà a fornire supporto ai messaggi inviati agli spiriti rappresentati dalle fasce di tessuto che ogni orante attaccherà ai suoi rami quando pregherà.

## Altre tradizioni religiose e culturali
Si conoscono rituali legati alla venerazione di uno o più alberi in diversi paesi del mondo dal Tibet all'America del Nord e nella mitologia Hindu.
I Lam Tsuen Wishing Trees sono due alberi di baniano (Ficus benghalensis) e si trovano a Hong Kong vicino al Tin Hau Temple. I fedeli, dopo aver bruciato bastoncini di incenso, scrivono i loro desideri su un pezzo di carta che legano ad un'arancia che poi lanciano su uno degli alberi: se il lancio ha successo e lo scritto resta legato ad un ramo, il desiderio si realizzerà.
In Belgio sono diffusi gli alberi dei chiodi o degli stracci (arbre à clous, arbre à chiffons), secondo credenze popolari dotati di qualità terapeutiche per guarire il mal di denti o determinate malattie della pelle.
Albero di Natale
L'albero di Natale era in origine un simbolo pagano legato al culto degli alberi: attraverso offerte (decorazioni) all'albero i credenti volevano propiziare la buona sorte.
Albero famoso nella storia è l'olivastro di Ardea, menzionato nell'Eneide da Virgilio. Usanza antica era quella di conficcare un chiodo nel tronco di questo albero esprimendo un pensiero, tradizione poi trasferita in altre leggende locali su querce e olmi, questo è scritto dallo storico locale Umberto Iacolucci.
Nel XIX secolo in Gran Bretagna il Principe Alberto, marito della Regina Vittoria, ha iniziato la diffusione su vasta scala dell'albero di Natale, traendo spunto dall'antica usanza nel periodo natalizio di decorare un ramo sempreverde con nastri, mele, dolci e candele.

## Nell'arte
Yoko Ono
A partire dal 1990 le installazioni di alberi sono diventate significative nell'arte di Yōko Ono.
Nel Museum of Modern Art di New York il suo Wish Tree, installato nel Sculpture Garden, è diventato molto popolare tra i visitatori che appendono all'albero cartoncini con desideri, poesie o piccoli contributi artistici.
Il Wish Tree per Washington si può vedere nel giardino dell'Hirshhorn Museum and Sculpture Garden.

## Galleria d'immagini

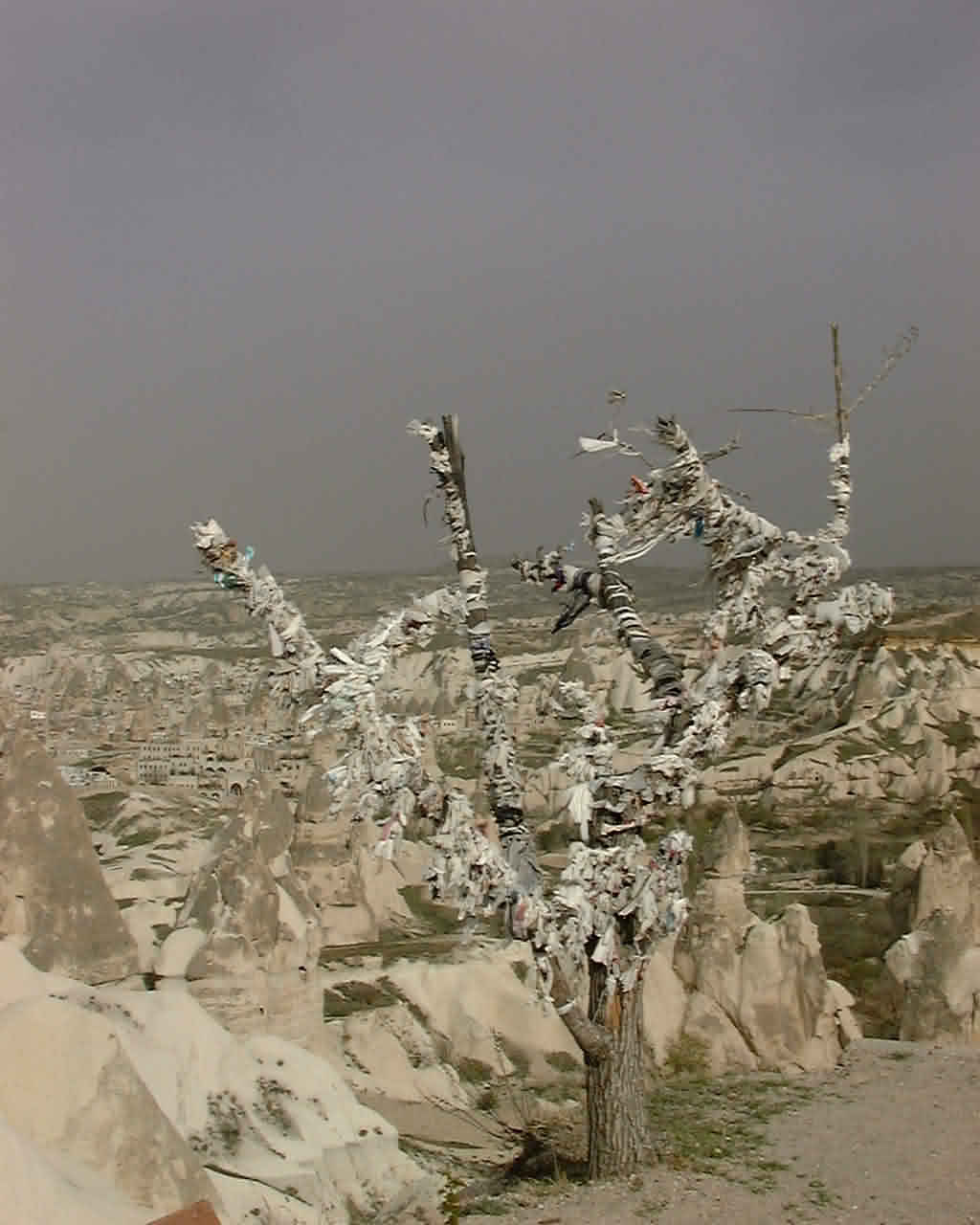
Albero dei desideri in Cappadocia (Turchia)
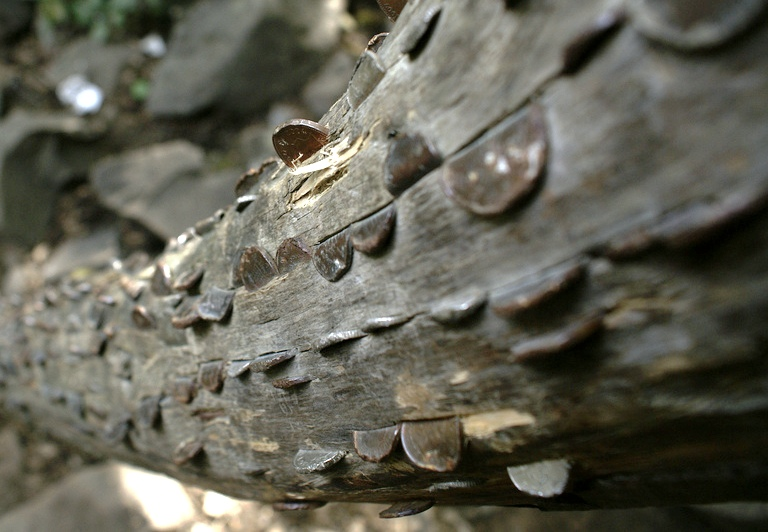
Albero delle monete a High Force, Inghilterra
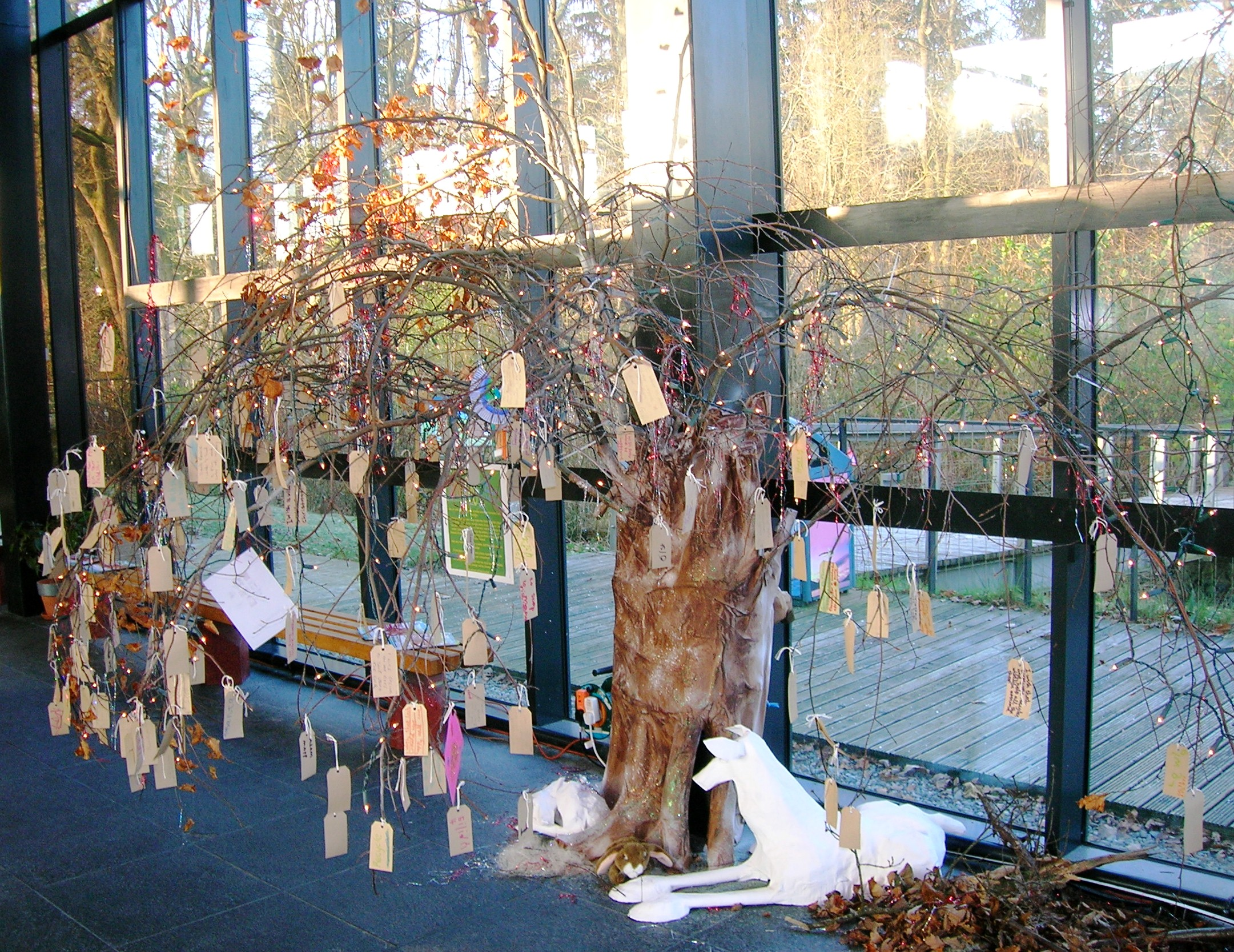
Albero dei desideri a Balloch in Scozia
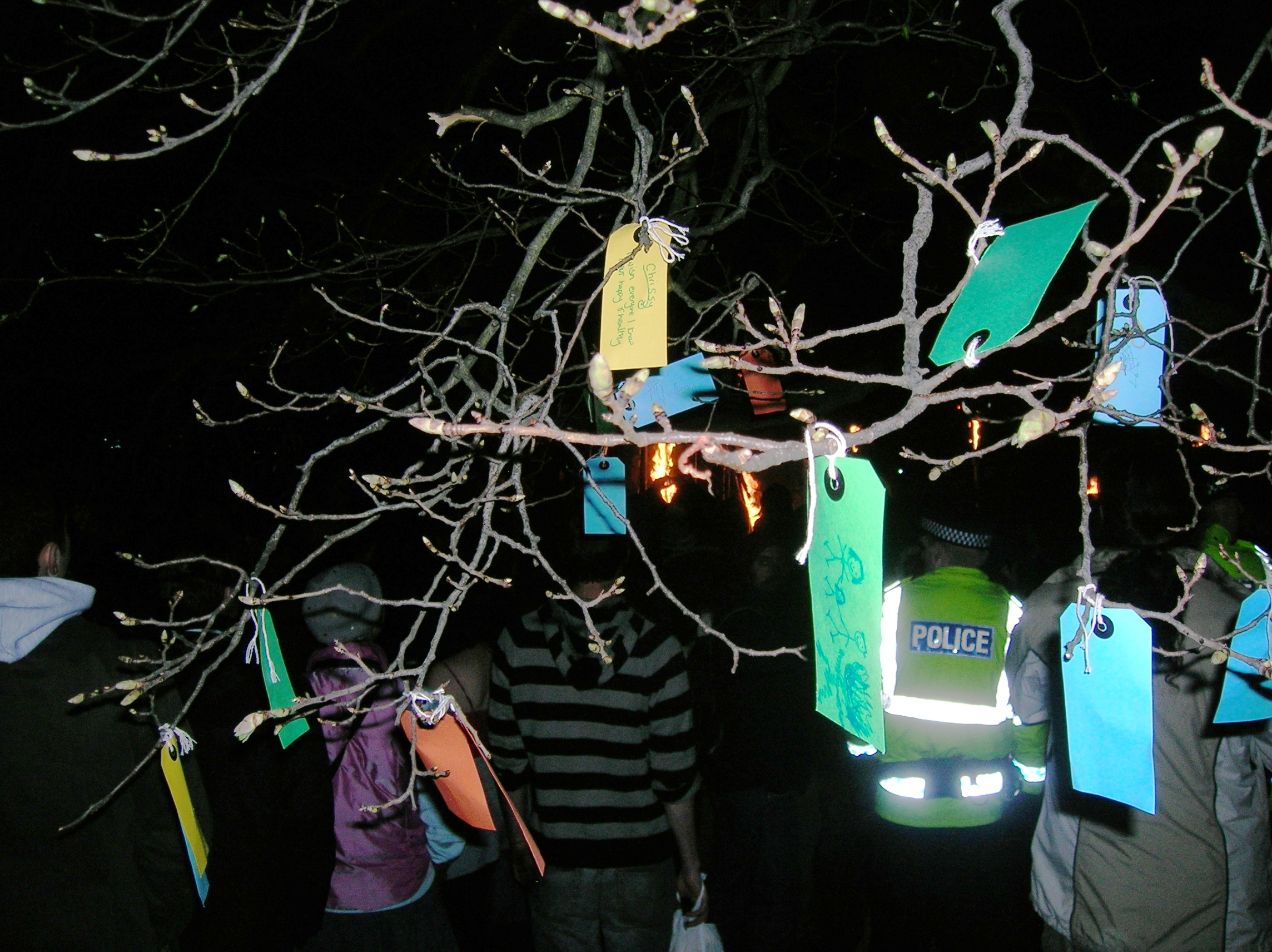
Albero dei desideri a Calton Hill, Edimburgo
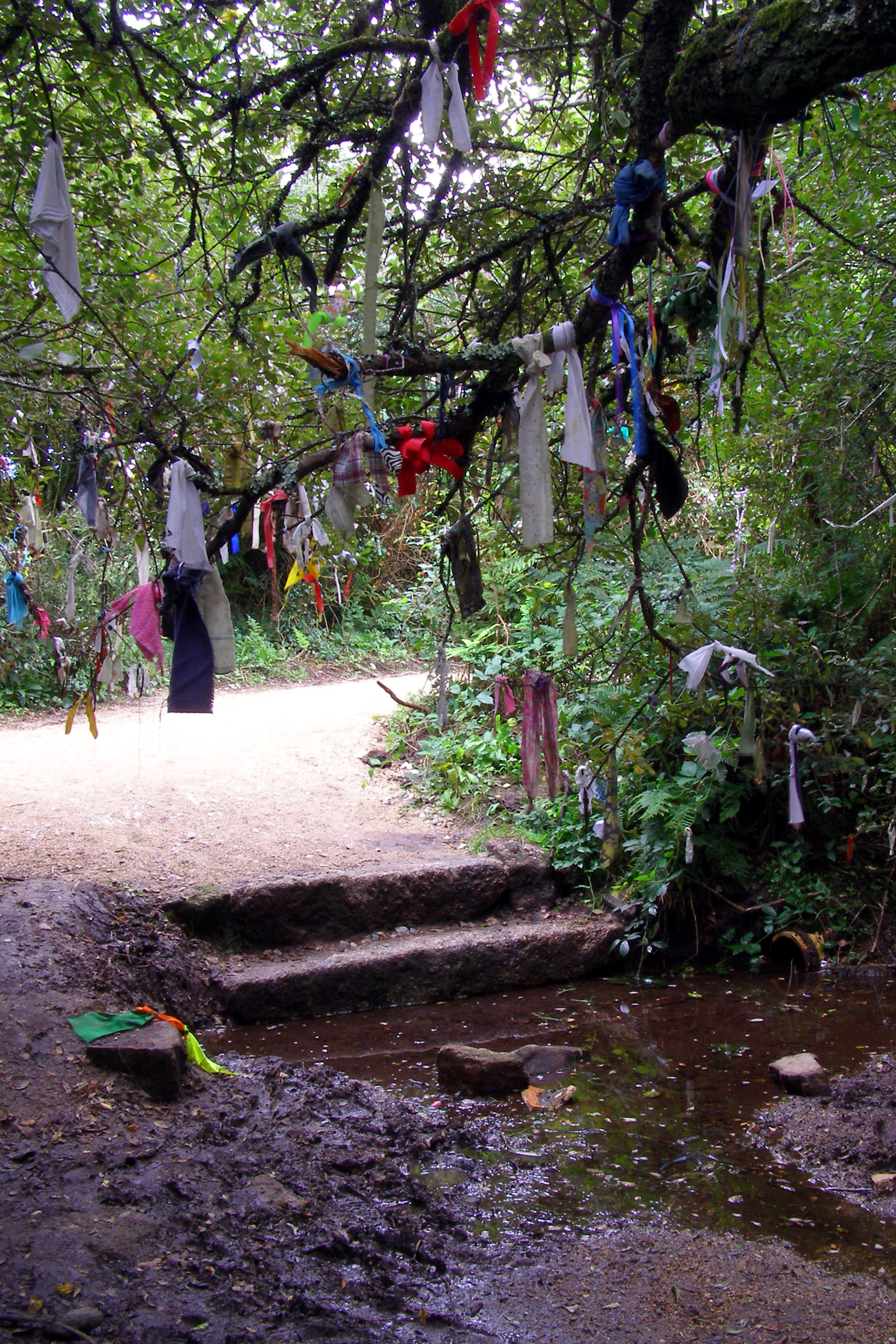
Albero adorno di ex voto e stoffa colorata a Madron, Cornovaglia
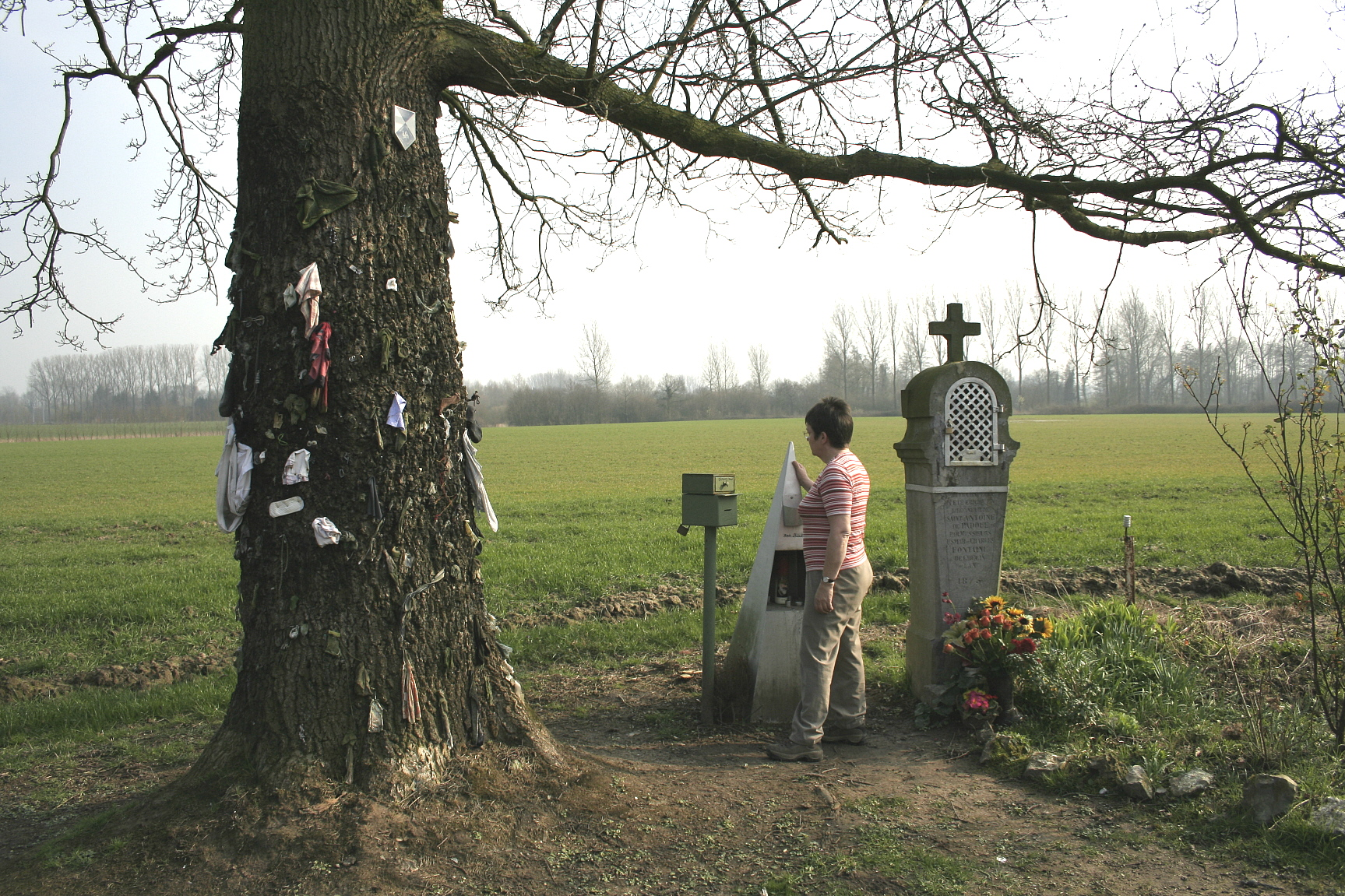
L'arbre à clous di Herchies (Belgio)
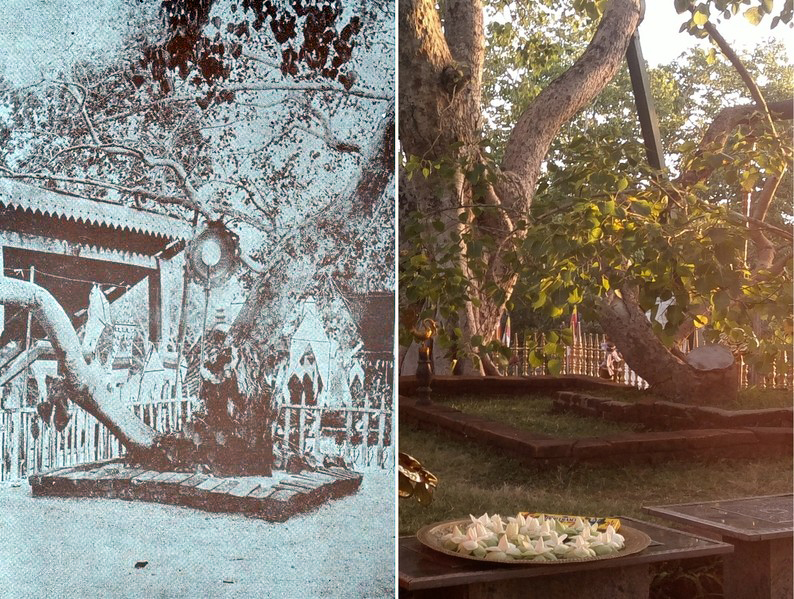
Jaya Sri Maha Bodhi, albero venerato in Sri Lanka
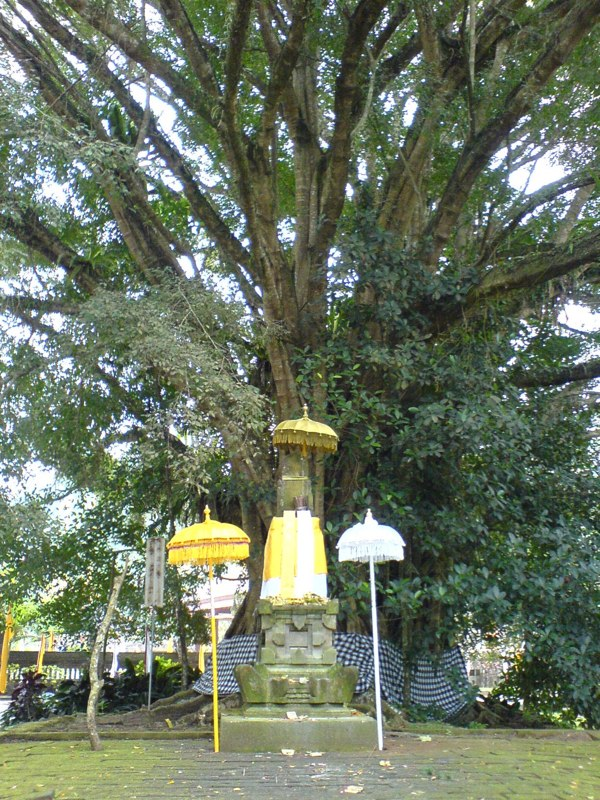
Albero sacro adornato in un tempio Hindu, Tirta Empul, Bali, Indonesia
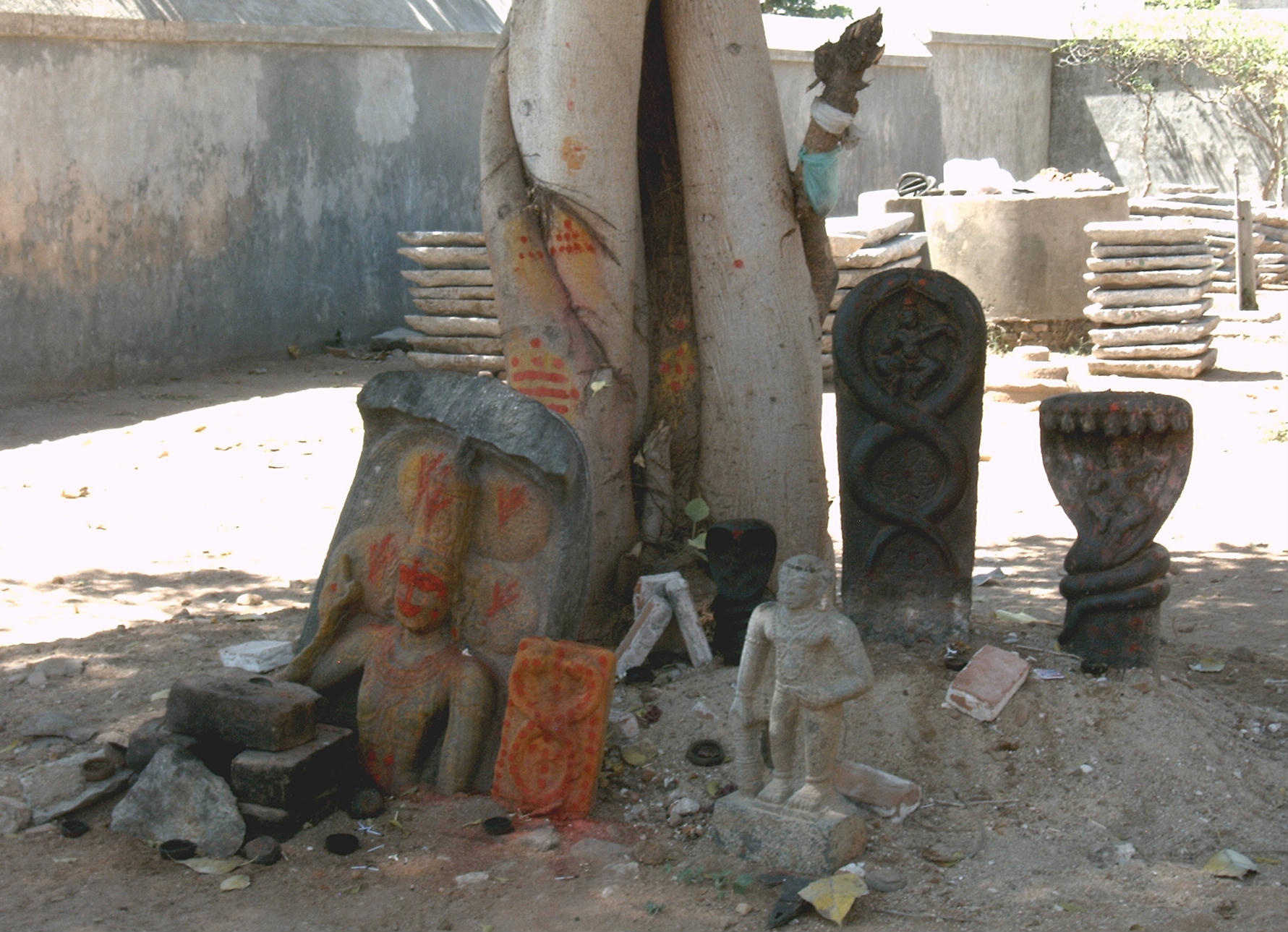
Albero sacro con ornamenti, Tamil Nadu, India
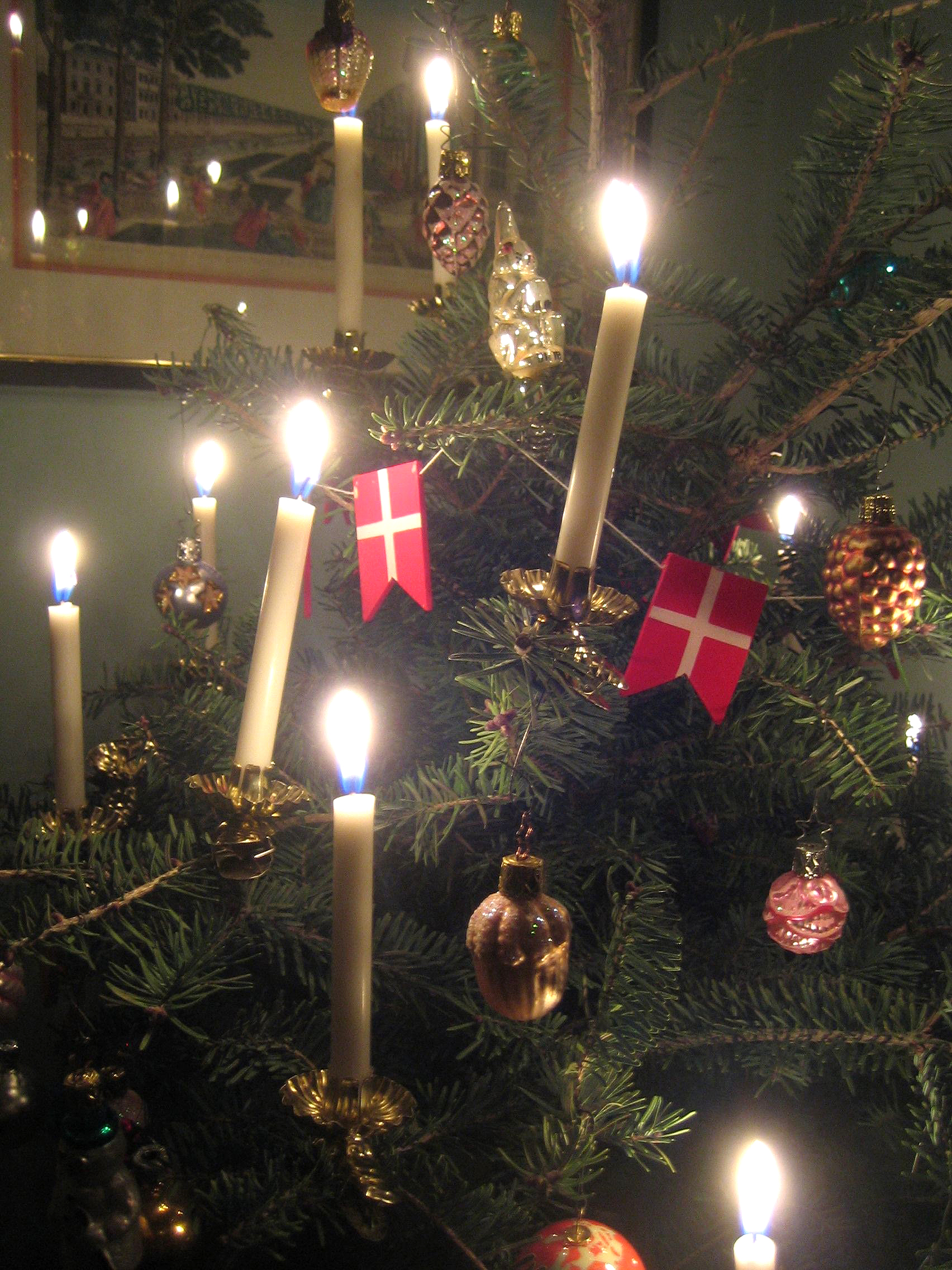
Decorazione di un albero di Natale, Danimarca
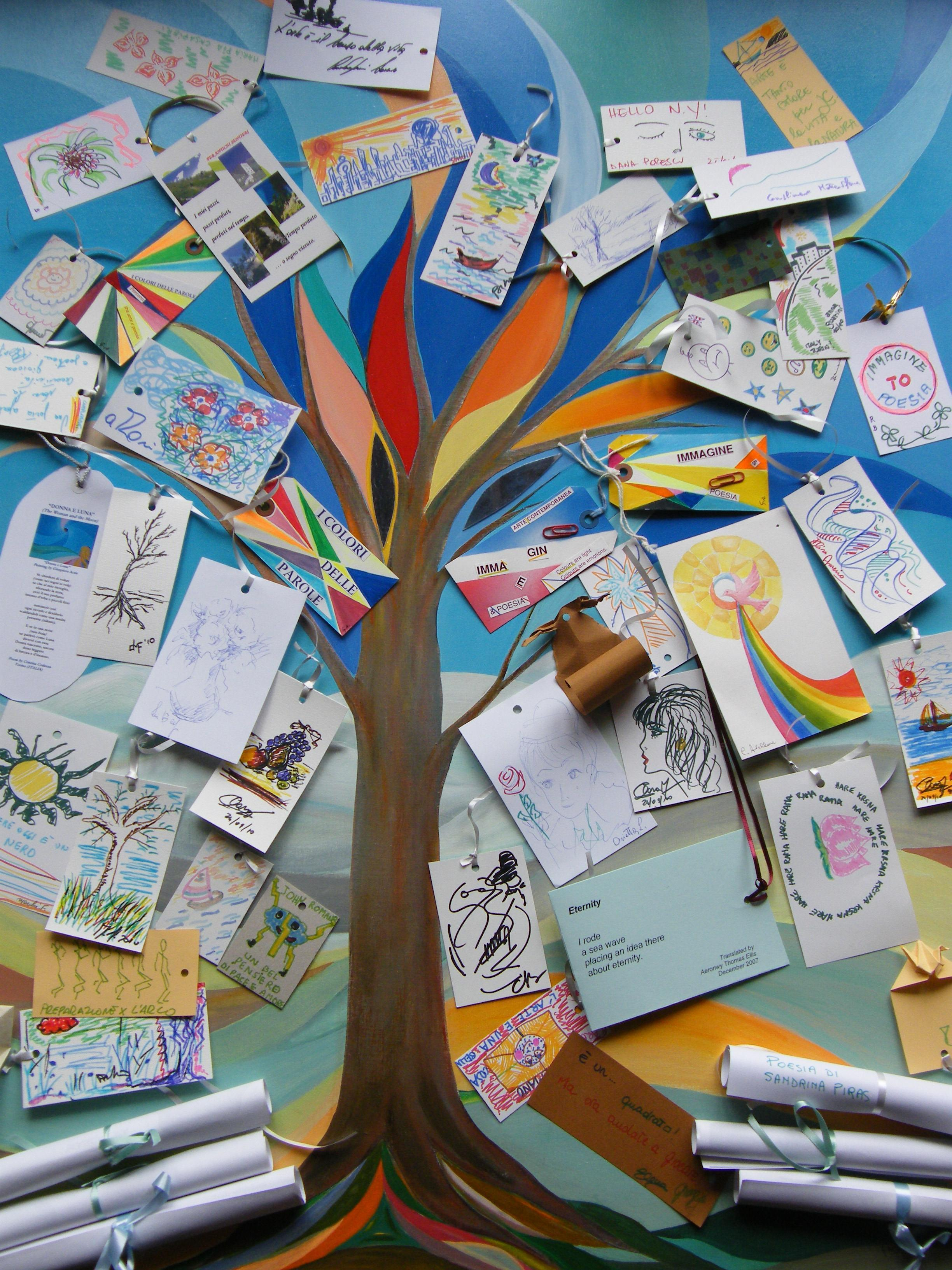
Contributi di Immagine & Poesia al Wish Tree di Yōko Ono - Museum of Modern Art, New York